# Mike Day
Mike Day (Tarzana, 19 oktober 1984) is een Amerikaans BMX'er. Hij deed mee aan de Olympische Zomerspelen 2008 en won de allereerste zilveren medaille op het BMX-onderdeel in de Olympische Spelen.

## Olympische medailles
Olympische Zomerspelen 2008
- - BMX